# Света Троица (Ресен)
Вижте пояснителната страница за други значения на Света Троица.
„Света Троица“ или „Свети Дух“ (на македонска литературна норма: „Света Троица“, „Свети Дух“) е църква в град Ресен, Преспа, част от Преспанско-Пелагонийската епархия на Македонската православна църква – Охридска архиепископия.
Църквата е гробищен храм, разположен в югозападния край на града. Построена е в 1929 година, като годината е отбелязана отвън на източната стена на сградата. Църквата е обновена през 2016 година и осветена на 28 май от митрополит Петър Преспанско-Пелагонийски.